# Kučinové
Kučinové (Kučini, Gvičini nebo Gvičinové; anglicky Gwichʼink, Loucheux nebo Kutchin) jsou athabasky mluvící indiánský kmen. Jsou to první národy Kanady a původní obyvatelé Aljašky. Žijí v severozápadní části Severní Ameriky, převážně na sever od polárního kruhu.
Kučinové jsou známí výrobou sněžnic, saní a kanoí z březové kůry. Jsou také proslulí složitým a zdobným korálkováním. Nadále vyrábějí tradiční oděvy ze sobí kůže. 
Jméno Kučinové lze někdy přeložit jako "ti kdo přebývají". Kučinové mluví kučinsky, která patří mezi athabaské jazyky a má dva hlavní dialekty, východní a západní. 